# Sergueï Sergueïev
Pour les articles homonymes, voir Sergueïev.
Pas d'image ? Cliquez ici

a Compétitions nationales et continentales officielles uniquement.

b Matchs officiels uniquement.
Sergueï Sergueïev, né le 10 novembre 1966 à Moscou, est un joueur de rugby à XV russe évoluant au poste de deuxième ligne.
Son fils, qui s'appelle également Serge Sergueev, est un joueur de rugby à XV évoluant au poste de deuxième ligne à l'US Montauban de 2008 à 2020.

## Biographie
Il est arrivé à US Montauban à l'âge de 23 ans et il est resté fidèle au club 15 ans durant. Il est le seul joueur russe, à ce jour, à avoir battu les All-Black deux fois, notamment avec les Barbarians.
En mai 2000, il est sélectionné avec les Barbarians français pour jouer le Pays de Galles au Millennium Stadium de Cardiff. Les Baa-Baas s'inclinent 40 à 33. En novembre 2000, il est sélectionné avec les Barbarians français pour jouer la Nouvelle-Zélande au Stade Bollaert à Lens. Les Baa-Baas parviennent à s'imposer 23 à 21.
En novembre 2001, il connaît une nouvelle sélection avec les Barbarians français contre les Fidji à Toulon. Les Baa-Baas s'inclinent 17 à 15. En septembre 2003, il joue avec les Barbarians français à l'occasion d'un match opposant le XV de France, rebaptisé pour l'occasion XV du Président (afin de contourner le règlement qui interdit tout match international à moins d'un mois de la Coupe du monde), et les Barbarians français, composés essentiellement des joueurs tricolores non retenus dans ce XV présidentiel et mis à disposition des Baa-Baas par Bernard Laporte. Ce match se déroule au Parc des sports et de l'amitié à Narbonne et voit le XV du président s'imposer 83 à 12 face aux Baa-Baas.
En novembre 2004, il est sélectionné avec les Barbarians français pour jouer contre l'Australie au stade Jean-Bouin à Paris. Les Baa-Baas s'inclinent 15 à 45.
Depuis la fin de sa carrière, il est le patron à Montauban du pub Le Santa Maria et de la discothèque Le Caï devant laquelle des incidents ont régulièrement lieu ayant mené à une fermeture administrative durant un mois en 2019.

## Palmarès
- Championnat de de France de Pro D2 :
  - Champion (1) : 2001
  - Vice-champion (1) : 1999[13]